# عبدالغنی المنصوری
عبدالغنی المنصوری (انگلیسی: Abdelghani El Mansouri؛ زادهٔ ۱۹۴۲ (۸۲–۸۳ سال)) بازیکن فوتبال اهل مراکش بود.
وی همچنین در تیم ملی فوتبال مراکش بازی کرده‌است.